# Засеев, Алан Аланович
Алан Аланович Засеев (род. 12 сентября 1993) — российский борец вольного стиля, чемпион мира среди юниоров, бронзовый призёр чемпионата России, победитель и призёр всероссийских и международных турниров, мастер спорта России международного класса (2016). Занимается борьбой с 2004 года. Выступает в весовой категории до 74 кг. Его наставниками в разное время были Эдуард Хубаев и Вячеслав Багаев. Живёт во Владикавказе. Представляет местный спортивный клуб «Алания».

## Спортивные результаты
- Первенство мира среди юниоров 2013 года — ;
- Турнир Степана Саргсяна — ;
- Мемориал Али Алиева — ;
- Чемпионат России по вольной борьбе 2017 года — ;
- Турнир на призы Александра Медведя 2017 года — ;
- Турнир «Аланы» 2017 года — ;
- Мемориал Ивана Ярыгина 2018 года — ;
- Турнир на призы Дана Колова и Николы Петрова 2018 года — ;
- Турнир «Аланы» 2018 года — ;